# Wamel
Wamel est un village appartenant à la commune néerlandaise de West Maas en Waal. En 2009, le village comptait 2 300 habitants[réf. nécessaire].
Wamel est situé sur la rive gauche du Waal.
Le1er janvier 1984, Dreumel et Appeltern furent rattachés à Wamel. La nouvelle commune, ainsi formée, a changé son nom officiellement le 1er juillet 1985 en West Maas en Waal.

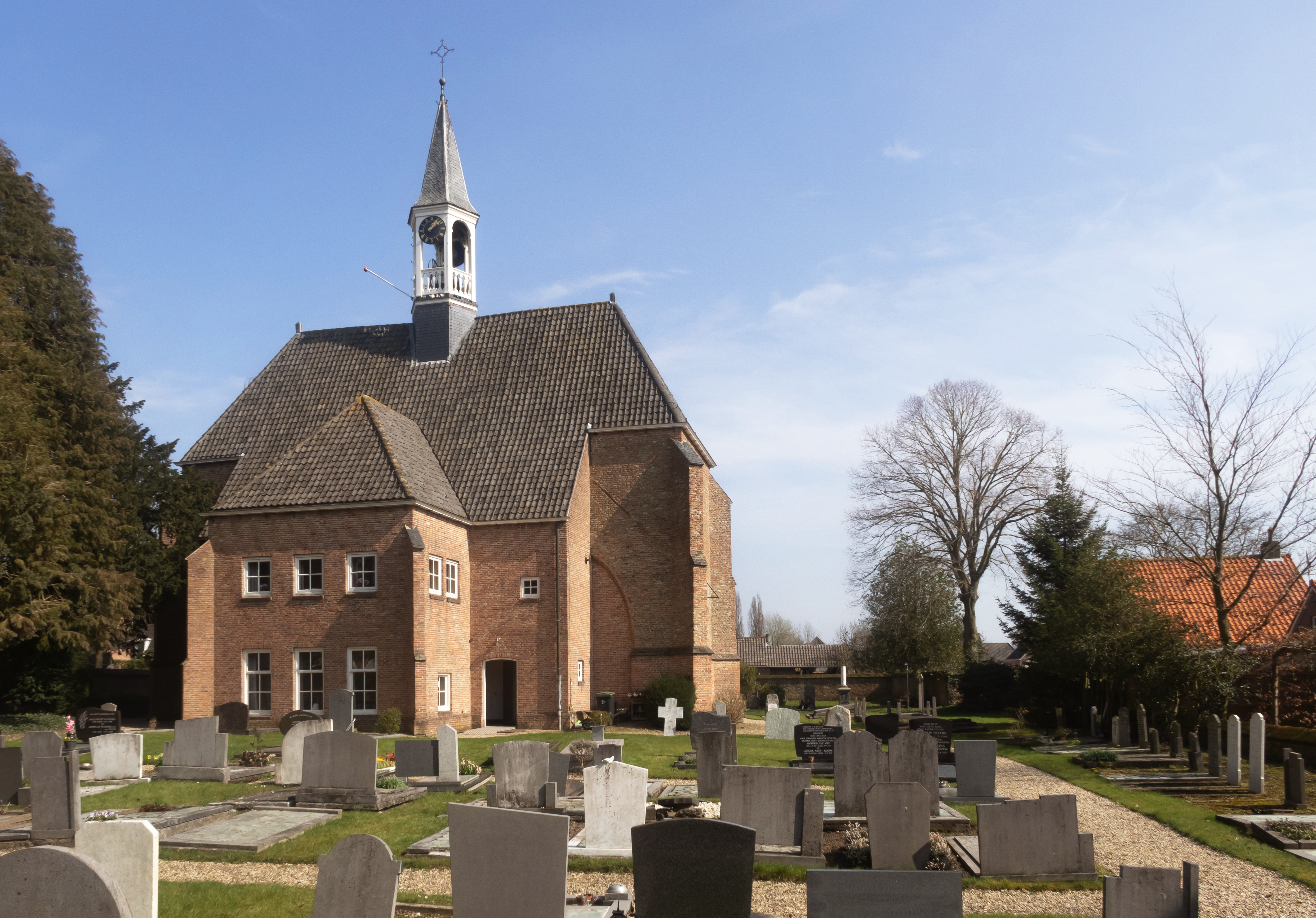
Wamel, l'église protestante